# Amegilla omissa
Amegilla omissa là một loài Hymenoptera trong họ Apidae. Loài này được Priesner mô tả khoa học năm 1957.